# Dragutin Topić
Dragutin Topić (in cirillico: Драгутин Топић) (Belgrado, 12 marzo 1971) è un altista serbo, detentore del record mondiale under 20 con 2,37 m stabilito nel 1990 a Plovdiv, tre settimane dopo si è laureato campione europeo a Spalato 1990.

## Biografia
Come saltatore in alto, vanta anche un oro europeo indoor nel 1996; ha stabilito cinque primati serbi. Nel 2001 è risultato positivo al nandrolone in seguito a un test anti-doping al meeting di Wuppertal, ricevendo due anni di squalifica.
Nel 2005 ha partecipato ai mondiali di Helsinki, arrivando in finale dove si è classificato nono dopo aver vinto il suo turno di qualificazione. Nel 2012 ha partecipato per la sesta volta a un'Olimpiade prendendo parte ai Giochi olimpici di Londra.

## Palmarès
| Anno | Manifestazione          | Sede       | Evento        | Risultato      | Prestazione | Note                                  |
| ---- | ----------------------- | ---------- | ------------- | -------------- | ----------- | ------------------------------------- |
| 1990 | Mondiali juniores       | Plovdiv    | Salto in alto | Oro            | 2,37 m      | Miglior prestazione mondiale under 20 |
| 1990 | Europei                 | Spalato    | Salto in alto | Oro            | 2,34 m      |                                       |
| 1991 | Mondiali                | Tokyo      | Salto in alto | 9º             | 2,28 m      |                                       |
| 1992 | Europei indoor          | Genova     | Salto in alto | Bronzo         | 2,29 m      |                                       |
| 1992 | Giochi olimpici         | Barcellona | Salto in alto | 8º             | 2,28 m      |                                       |
| 1993 | Mondiali                | Stoccarda  | Salto in alto | Qualificazione | 2,20 m      |                                       |
| 1994 | Europei                 | Helsinki   | Salto in alto | 5º             | 2,31 m      |                                       |
| 1995 | Universiadi             | Fukuoka    | Salto in alto | Oro            | 2,29 m      |                                       |
| 1995 | Mondiali                | Göteborg   | Salto in alto | 8º             | 2,25 m      |                                       |
| 1996 | Europei indoor          | Stoccolma  | Salto in alto | Oro            | 2,35 m      |                                       |
| 1996 | Giochi olimpici         | Atlanta    | Salto in alto | 4º             | 2,32 m      |                                       |
| 1997 | Mondiali indoor         | Parigi     | Salto in alto | Bronzo         | 2,32 m      |                                       |
| 1997 | Mondiali                | Atene      | Salto in alto | Qualificazione | 2,23 m      |                                       |
| 1999 | Mondiali                | Siviglia   | Salto in alto | 4º             | 2,32 m      |                                       |
| 2000 | Europei indoor          | Gand       | Salto in alto | Bronzo         | 2,34 m      |                                       |
| 2000 | Giochi olimpici         | Sydney     | Salto in alto | Qualificazione | 2,20 m      |                                       |
| 2004 | Giochi olimpici         | Atene      | Salto in alto | 10º            | 2,29 m      |                                       |
| 2005 | Mondiali                | Helsinki   | Salto in alto | 9º             | 2,25 m      | Record nazionale                      |
| 2007 | Mondiali                | Osaka      | Salto in alto | 31º (q)        | 2,19 m      |                                       |
| 2008 | Mondiali indoor         | Valencia   | Salto in alto | 6º             | 2,27 m      |                                       |
| 2008 | Giochi olimpici         | Pechino    | Salto in alto | Qualificazione | 2,25 m      |                                       |
| 2009 | Europei indoor          | Torino     | Salto in alto | 8º             | 2,25 m      |                                       |
| 2009 | Giochi del Mediterraneo | Pescara    | Salto in alto | Bronzo         | 2,26 m      |                                       |
| 2009 | Mondiali                | Berlino    | Salto in alto | 30º (q)        | 2,15 m      |                                       |
| 2012 | Europei                 | Helsinki   | Salto in alto | 30º            | 2,10 m      |                                       |
| 2012 | Giochi olimpici         | Londra     | Salto in alto | Qualificazione | nm          |                                       |